# Lordotinae
Lordotinae (лат.) — подсемейство двукрылых из семейства жужжал (Bombyliidae).

## Описание
Мелкие и средние по размеру мухи жужжала (4—16 мм). Синапоморфии таксона: на средних голенях развиты шпоры (общие с Crocidiinae и Conophorini из Bombyliinae); гениталии самок превращены в удлинённую трубку, акантофориты присутствуют, хорошо развиты, лишены шипов, превращены в роющие лопасти. Жгутик с одним или двумя члениками, щупики состоят из одного сегмента. Крылья с тремя ветвями жилки Rs; М2 присутствует.

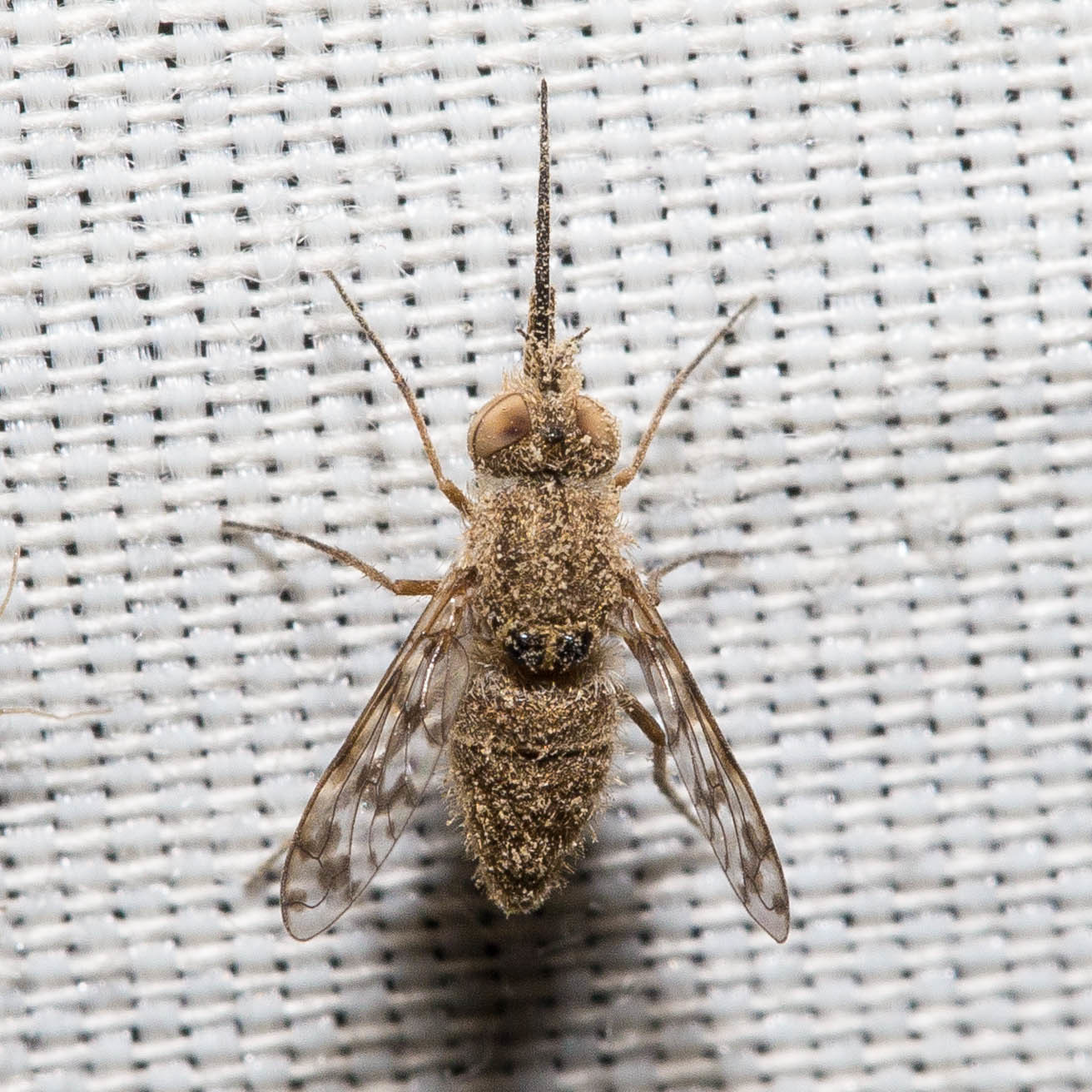
Geminaria canalis

## Классификация
Включает 3 рода. Ранее таксон рассматривался в ранге трибы в составе Bombyliinae (или как синоним Conophorini), а в 1994 году выделен в отдельное подсемейство. Филогенетический анализ показал, что Lordotinae является сестринской группой Bombyliinae. Филоге ннетические взаимоотношения в пределах Lordotinae рассматривается как Lordotus+(Geminaria+Othniomyia).
- Geminaria Coquillett, 1894 — 2 вида, Северная Америка
  - Geminaria canalis (Coquillett, 1887)
  - Geminaria pellucida Coquillett, 1894
- Lordotus Loew, 1863 — около 30 видов, Северная Америка[5][6]
- Othniomyia Hesse, 1938 — 1 вид, Южная Африка[7]
  - Othniomyia tylopelta Hesse, 1938